# Gerrit Kleinveld
Gerrit Kleinveld (Woudenberg, 13 maart 1915 - Doorn, 11 december 2006) was een Nederlandse verzetsstrijder in de Tweede Wereldoorlog.

## Biografie

### Jeugd en opleiding
Kleinveld was de zoon van een boer, maar hij had weinig belangstelling voor het boerenbedrijf van zijn vader. Hij werd timmerman en later bouwkundig tekenaar bij een aannemer. Ook was hij politiek actief, in 1937 werd hij op 22-jarige leeftijd voor de SDAP lid van de gemeenteraad van Woudenberg.

### Tweede Wereldoorlog
In de Tweede Wereldoorlog werd hij actief in het verzet. Hij hield zich in de verzetsgroep van Theo Dobbe bezig met sabotage en het vervalsen van persoonsbewijzen. Op 17 december 1942 werd hij in Amersfoort gearresteerd na verraad over zijn deelname aan de overval op het distributiekantoor in Joure. Omdat hij bij zijn verhoren, die er voornamelijk op gericht waren de verblijfplaats van Dobbe te achterhalen, niets losliet, werd hij op 23 december 1942 overgeplaatst naar Kamp Amersfoort. Op 1 maart 1943 wist hij uit het kamp te ontsnappen door met een lepel een tralie los te hakken. Hij dook onder en zette zijn verzetswerk voort. In 1943 was hij medeoprichter van de Raad van Verzet. In 1992 werd over zijn ontsnapping uit Kamp Amersfoort door Gerard Soeteman een film gemaakt: De bunker. De rol van Kleinveld werd hierin vertolkt door Thom Hoffman.

### Na de Tweede Wereldoorlog
Na de bevrijding werd hij rechercheur voor de Politieke Opsporingsdienst (POD, later Politieke Recherche Afdeling (PRA)), een organisatie die zich tot in 1948 bezighield met het opsporen van en onderzoek doen naar mensen die in meer of mindere mate met de Duitsers hadden gecollaboreerd. Hierna was hij werkzaam bij de politie in Zuilen. Ook ijverde hij voor het oprichten van een herdenkingsmonument op de plaats van het voormalige Kamp Amersfoort dat op 28 maart 2000 werkelijkheid werd.
In 2005 kwam Kleinveld in het nieuws omdat hij verklaarde dat verzetsman Jan Campert door medegevangenen was vermoord. Campert zou verraad hebben gepleegd. Op zaterdag 19 februari 2005 verscheen in NRC Handelsblad een interview van de journalist Godert van Colmjon met oud-verzetsman Gerrit Kleinveld. Kleinveld vertelde van een ex-gevangene van Neuengamme, Jan van Bork, gehoord te hebben dat Jan Campert door medegevangenen was vermoord, omdat hij verraad zou hebben gepleegd.  De Haagse gemeentearchivaris Charles Noordam heeft in opdracht van het gemeentebestuur de kwestie onderzocht. Geconcludeerd werd, dat het onwaarschijnlijk is, dat Jan Campert wegens verraad door medegevangenen om het leven is gebracht.

## Persoonlijk
Kleinveld trouwde op 9 juli 1937 met Gijsbertha van Voorthuizen en kreeg drie zoons. In 2006 overleed Kleinveld op 91-jarige leeftijd.

## Publicaties
- Gerrit Kleinveld, Van rebel tot partizaan tot verzetsleider Eeuwboek Woudenberg, redactie: Kees van Seumeren, 2000